# Flâmulas
Flâmulas foi o livro de estreia do poeta simbolista brasileiro Alceu Wamosy, publicado originalmente em 1913.
Reunindo vinte sonetos, a obra exprime a influência de Cruz e Sousa no poeta e um intimismo melancólico.

## Poemas
- Abnegado
- Anátema
- Bocage
- Justiça
- Meu Lábaro
- A Árvore
- De Poetas
- Sol Amigo
- Presságio Mau
- Peregrinação
- Simples
- Velando
- Assim Seja
- Legenda dos Cisnes
- Rebeldia
- Monturo Humano
- Imortal Silêncio
- Maldição
- Luva à Morte
- A Revolta do Corvo